# Oscar Laborde
Oscar Alberto Laborde (Avellaneda, Provincia de Buenos Aires, 14 de febrero de 1953) es un político argentino, diplomático, Contador Público Nacional. Es director del Instituto de Estudios de América Latina (IDEAL), dedicado a la investigación y a la tarea académica en temas relacionados con problemáticas de la región. Publica periódicamente en medios y plataformas locales e internacionales.
Se desempeñó como embajador de la República Argentina ante la República Bolivariana de Venezuela, designado por el presidente Alberto Fernández. Fue Presidente del Parlamento del Mercosur (PARLASUR) durante el año 2020. Encabezó el Observatorio de la Democracia de dicho organismo durante el año 2021 hasta julio del 2022.

## Biografía
Fue dirigente del Partido Comunista, fundador del Frente Grande en el año 1994, secretario de prensa del Frente País Solidario y diputado provincial desde 1997 a 1999, cuando asume como Intendente del Partido de Avellaneda.
En el año 2004 fue nombrado como Vicepresidente de la Comisión Cascos Blancos. Posteriormente en 2008, fue designado Embajador en la Cancillería Argentina por la presidenta Cristina Fernández de Kirchner. Coordinó el Consejo Consultivo de la Sociedad Civil que nuclea a más de 1200 organizaciones sociales dividida en 23 comisiones temáticas y que interactúan con las expresiones de la sociedad civil de la región. Fue el organizador de las Cumbres Sociales del Mercosur que funcionan desde 2006 y que en el encuentro de Brasilia en 2012 fue aceptada como integrante de la Cumbre de Presidentes que se realiza cada semestre.
En julio de 2017 fue el coordinador de la Cumbre de los Pueblos, en Mendoza, donde concurrieron 824 delegados de organizaciones sindicales, estudiantiles, sociales y políticas de Chile, Venezuela, Paraguay, Uruguay, Bolivia y Argentina. Las conclusiones le fueron entregadas a Evo Morales, quien luego las presentara en la Cumbre de Presidentes del Mercosur.
Fue Coordinador del Comité de Solidaridad con Lula da Silva, el cual, creado en febrero de 2017, fue el primero con dicho objetivo y contó con la participación de dirigentes políticos, sociales, sindicales y religiosos de toda Argentina, entre ellos el Premio Nóbel de la Paz, Adolfo Pérez Esquivel, y el actual Presidente de la República Argentina, Alberto Fernández.
En su condición de Presidente del Parlasur encabezó la misión del Observatorio de la Democracia en las elecciones presidenciales de Bolivia en octubre del 2020, participando de toda la preparación del proceso,  en vínculo con el Tribunal Supremo Electoral , todas las fuerzas políticas y las misiones de la Unión Europea, la ONU, el Centro Carter y la COPPPAL, jugando un importante papel en la resolución democrática del conflicto que atravesaba ese país. También encabezó misiones electorales en Chile, Perú, Brasil, Venezuela y Paraguay.
En marzo de 2016 fue condecorado con el Cóndor de los Andes en la orden de Gran Cruz por el gobierno del Estado Plurinacional de Bolivia. En 2016, el Reino de España le otorgó la distinción de la Gran Cruz de la Real Orden de Isabel la Católica. En el año 2023, presidió el Sistema Económico Latinoamericano y del Caribe (SELA). Desde noviembre de 2021 preside la Fundación para el Desarrollo de América Latina -(FUDESAL).

## Documental: “La vuelta de Evo”
En febrero de 2022 estrenó “La vuelta de Evo” documental en el que relata el momento en el que el expresidente Evo Morales de Bolivia tuvo que abandonar el país tras el golpe de Estado instaurado por la oposición a su partido y las fuerzas armadas, y el regreso en noviembre de 2020 a través de la frontera con Argentina en compañía del presidente argentino Alberto Fernández, donde lo esperaban un millón de personas.